# Edward Asselbergs
Edward Anton Maria Asselbergs (1927 - junio de 1996) fue un investigador de la química de los alimentos canadiense de origen neerlandés, conocido por inventar el proceso moderno para fabricar las escamas del puré de patatas instantáneo.

## Semblanza

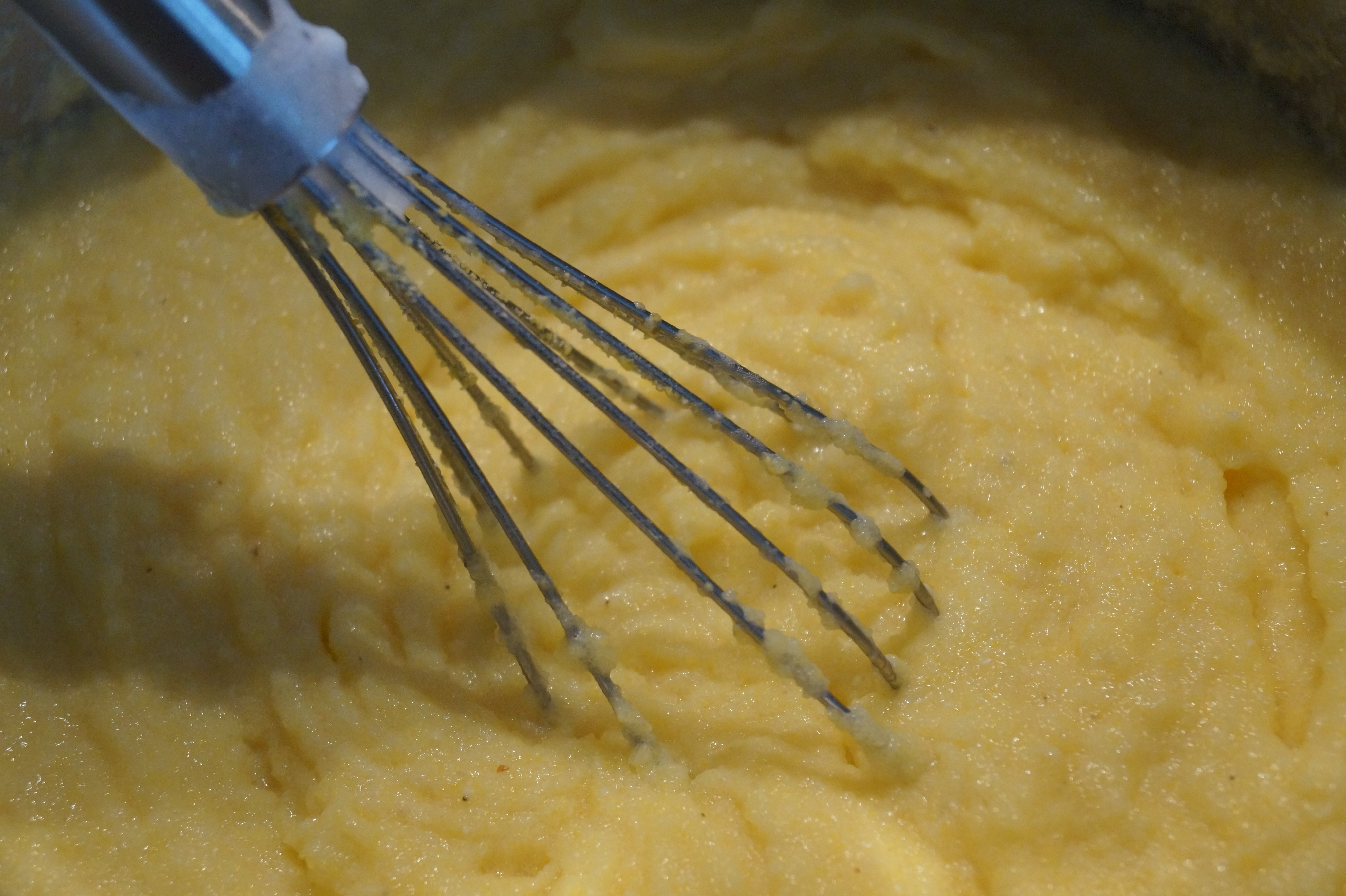
Puré de patatas instantáneo

Originario de los Países Bajos, país donde creció y obtuvo su título universitario, emigró a Canadá con su familia durante la Segunda Guerra Mundial. Posteriormente obtuvo maestrías en la universidad de Guelph y en la universidad de Toronto, y un doctorado en la universidad Cornell. Su tesis doctoral de 1955 trataba sobre unos "Estudios sobre la síntesis de ácido ascórbico en hojas de manzano" (Cornell: 1955, 304 páginas). Un artículo basado en esta tesis fue publicado en 1957 en la revista Plant Physiology.
En 1960, mientras trabajaba para el Ministerio de Agricultura de Canadá en Ottawa, desarrolló un proceso para fabricar escamas de patata con el fin de elaborar puré instantáneo y presentó una patente sobre este proceso (patente canadiense nº 3260607, de julio de 1966). El producto fue lanzado en 1962. Otro de sus inventos fue un pelador de manzanas basado en la aplicación de radiación infrarroja.
Posteriormente trabajó para la Organización de las Naciones Unidas para la Alimentación y la Agricultura (FAO). Se trasladó a Italia y asumió el cargo de jefe de la división técnica de la FAO, que desempeñó un papel importante en la denominada revolución verde, y se retiró en 1985.